# 1924-es magyar úszóbajnokság
Az 1924-es magyar úszóbajnokság legtöbb versenyszámát júniusban és augusztusban rendezték meg Budapesten.

## Eredmények

### Férfiak
| Versenyszám                                         | Arany                                                                  | Arany   | Ezüst                                                                       | Ezüst   | Bronz                                           | Bronz   |
| --------------------------------------------------- | ---------------------------------------------------------------------- | ------- | --------------------------------------------------------------------------- | ------- | ----------------------------------------------- | ------- |
| 100 m gyorsúszás Döntő: június 28.                  | Turnovszky Endre MAC                                                   | 1:04    | Bárány István MOVE Eger SE                                                  | 1:04,8  | Gáborfi Antal NSC                               |         |
| 200 m gyorsúszás Döntő: szeptember 8.               | Szigritz Géza MOVE Eger SE                                             | 2:30    | Hollósy Béla III. kerületi TVE                                              | 2:32,8  | Magyar Gusztáv III. kerületi TVE                | 2:37,4  |
| 400 m gyorsúszás Döntő: augusztus 10.               | Szigritz Géza MOVE Eger SE                                             | 5:27    | Eperjessy Béla MAFC                                                         | 6:30,6  | Hollósy Béla III. kerületi TVE                  | 5:44    |
| 800 m gyorsúszás Döntő: augusztus 17.               | Szigritz Géza MOVE Eger SE                                             | 11:57,4 | Hollósy Béla III. kerületi TVE                                              | 12:31   | Hajdú István VAC                                |         |
| 1500 m gyorsúszás Döntő: augusztus 3., Békéscsaba   | Eperjessy Béla MAFC                                                    | 23:22,8 | Fehér Jászapáti Összetartás                                                 | 24:42   | Mátray NSC                                      | 25:39,2 |
| 100 m hátúszás Döntő: június 29.                    | Bartha Károly NSC                                                      | 1:16,4  | Bitskey Aladár MOVE Eger SE                                                 | 1:16,6  | Holba Tivadar III. kerületi TVE                 | 1:21    |
| 100 m mellúszás Döntő: augusztus 24.                | Barta István NSC                                                       | 1:24,4  | Hegedűs István BEAC                                                         | 1:26,2  |                                                 |         |
| 400 m mellúszás Döntő: szeptember 8.                | Hollósi Frigyes III. kerületi TVE                                      | 6:34,4  | Joó Gyula MOVE Eger SE                                                      | 7:01,4  |                                                 |         |
| Folyambajnokság Döntő: augusztus 28.                | Turnovszky Endre MAC                                                   | 1:08:31 | Halász Jenő MAC                                                             | 1:09:45 | Hajdú Endre VAC                                 | 1:10:13 |
| 4 × 200 m gyorsváltó Döntő: június 22., Csillaghegy | Bitskey Aladár Bárány István Szigritz Géza Bitskey Zoltán MOVE Eger SE | 10:04,2 | Keserű Ferenc Homonnai Márton Magyar Gusztáv Hollósy Béla III. kerületi TVE | 10:07,2 |                                                 |         |
| 3 × 100 m vegyes váltó Döntő: június 28.            | Bitskey Zoltán Bitskey Aladár Bárány István MOVE Eger SE               | 3:44    | Sipos Virányi Kenyéri I. MAFC                                               | 3:53,6  | Hollósy I. Holba Hollóssy II. III. kerületi TVE | 3:57,6  |

### Nők
| Versenyszám                                  | Arany                              | Arany   | Ezüst                              | Ezüst   | Bronz                              | Bronz                      |
| -------------------------------------------- | ---------------------------------- | ------- | ---------------------------------- | ------- | ---------------------------------- | -------------------------- |
| 100 m gyorsúszás Döntő: június 29.           | Dénes Irén NSC                     | 1:33,8  | Barall Auguszta BEAC               | 1:35    | Több célbaérkező nem volt.         | Több célbaérkező nem volt. |
| 100 m hátúszás Döntő: június 28.             | Kraszner Katalin III. kerületi TVE | 1:41,2  | Sipos Manci NSC                    | 1:42,2  | Keresztúri Kamilla Ferencvárosi TC | 1:44                       |
| 100 m mellúszás Döntő: június 8., Lágymányos | Molnár Ella Bajai SE               | 1:37,4  | Pirkler Pap Gabriella Miskolci VSC | 1:53,2  |                                    |                            |
| Folyambajnokság Döntő: augusztus 28.         | Albecker Nelly MUE                 | 1:18:33 | Ulbing Gizella                     | 1:19:04 | Sipos Anna MUE                     | 1:19:15                    |